# 艾哈邁德·阿卜杜拉
艾哈邁德·阿卜杜拉·阿卜杜拉赫曼（阿拉伯語：أحمد عبد الله عبد الرحمن，Ahmad Abd Allah Abd ar-Rahman，1919年6月12日—1989年11月26日）是一位科摩罗政治家。阿卜杜拉曾在1959－1973年担任法国参议院议员，并且从1978年10月25日至逝世为止担任科摩罗总统。

## 生平

### 早年生活
阿卜杜拉出生于昂儒昂岛上的多摩尼市，从20世纪40年代开始参与政府工作，当时科摩罗还是法国的殖民地。从1949到1953年，阿卜杜拉一直担任总理事会主席，并在70年代担任众议院主席。

### 第一次当选总统
1972年，阿卜杜拉作为科摩罗民主联盟（简称UDC）的领导人成为了科摩罗的政府委员会主席和首席部长。1975年7月6日，科摩罗从法国独立，阿卜杜拉成为了科摩罗的第一任总统，但上任不到一个月，赛义德·穆罕默德·贾法尔就在8月3日通过政变推翻了阿卜杜拉。1976年，贾法尔又被阿里·萨利赫推翻。

### 第二次当选总统
被推翻之后，阿卜杜拉流亡法国巴黎。1978年5月13日，雇佣兵鲍勃·德纳尔发动政变推翻了阿里·萨利赫，阿卜杜拉是这次政变的名义领导人。在赛义德·阿特绍马尼担任 "政治军事局主席 "十天后，阿卜杜拉和穆罕默德·艾哈迈德共同担任了 "政治军事局联合主席"。7月22日，他们的头衔更换为 "军事局联合主席"，10月3日，艾哈迈德退位，阿卜杜拉成为唯一的主席。实际上，阿卜杜拉是没有实际领导权的傀儡，为科摩罗的真正统治者——政变发动者、现担任总统卫队指挥官德纳尔所挟制。
10月25日，阿卜杜拉获得了总统头衔，尽管在任期内有过三次针对他的政变企图，但他随后一直担任总统直到去世。1982年，阿卜杜拉成立了科摩罗进步联盟（法語：Union Comorienne pour le Progrès，简称UCP），并废除了科摩罗民主联盟在内的所有旧政党。科摩罗成为了一党专政国家，阿卜杜拉政权随即越来越独裁，在实际控制国家的雇佣兵的监督下，多次政变被避免，一些反政府者被处决或者彻底失踪。1984年9月30日，阿卜杜拉作为唯一被允许参加选举的候选人再次当选，他的政党也在1987年5月22日赢得了联邦议会的所有席位。在此期间，德纳尔成为了科摩罗的最大地主，把科摩罗最好的土地开发成豪华酒店和度假村，提供给希望享受热带风情的西方富豪。
1989年11月26日，阿卜杜拉在自己莫罗尼的办公室里被枪杀，对于具体的凶手是谁仍存在争议，但人们普遍的猜测是阿卜杜拉因为试图解除德纳尔总统卫队指挥官的职务而引发德纳尔的不满，阿卜杜拉由此被德纳尔所杀。1999年，在德纳尔因被指控谋杀阿卜杜拉而在巴黎受审时，德纳尔声称阿卜杜拉是在阿里·萨利赫的同父异母兄弟赛义德·穆罕默德·乔哈尔领导的政变中被阿卜杜拉·贾法尔所暗杀。之后，由于法官裁定检方只给出了德纳尔是阿卜杜拉谋杀案凶手的旁证，德纳尔被无罪释放。乔哈尔在政变的第二天掌控了整个国家。